# Sulettaria burttii
Sulettaria burttii là một loài thực vật có hoa trong họ Gừng. Loài này được Rosemary Margaret Smith mô tả khoa học đầu tiên năm 1985 dưới danh pháp Amomum burttii. Năm 2018, A. D. Poulsen và M. F. Newman chuyển nó sang chi Sulettaria.

## Phân bố
Loài này có tại Borneo (Sarawak).